# Дидук, Виктор Иванович
Ви́ктор Ива́нович Диду́к (8 июля 1957, Ленинград) — советский гребец, выступал за сборную СССР по академической гребле в 1980-х годах. Серебряный призёр летних Олимпийских игр в Сеуле, дважды чемпион мира, многократный победитель всесоюзных регат. На соревнованиях представлял спортивное общество «Динамо», заслуженный мастер спорта СССР (1981). Также известен как тренер по гребле.

## Биография
Виктор Дидук родился 8 июля 1957 года в Ленинграде. Активно заниматься академической греблей начал в раннем детстве, состоял в ленинградском добровольном спортивном обществе «Динамо». Первого серьёзного успеха добился в 1981 году, став чемпионом СССР и позже чемпионом мира, когда одержал победу на соревнованиях в Мюнхене. Год спустя вновь был лучшим в зачёте всесоюзного первенства и, попав в основной состав советской национальной сборной, побывал на чемпионате мира в швейцарском Люцерне, откуда привёз медаль бронзового достоинства, выигранную среди восьмёрок с рулевым. Тренировался у С. В. Коткова и у Эдуарда Лина.
В период 1984—1988 Дидук неизменно становился чемпионом всесоюзного первенства. В 1985 году на мировом первенстве в бельгийском Хазевинкеле завоевал в программе восьмиместных экипажей золото, одолев всех сильнейших соперников. В следующем сезоне пытался защитить чемпионское звание на чемпионате мира в английском Ноттингеме, однако на сей раз их лодка пришла к финишу второй, пропустив вперёд команду Австралии.
Благодаря череде удачных выступлений Виктор Дидук удостоился права защищать честь страны на летних Олимпийских играх 1988 года в Сеуле — в составе экипажа, куда также вошли гребцы Вениамин Бут, Николай Комаров, Василий Тихонов, Александр Думчев, Павел Гурковский, Виктор Омельянович, Андрей Васильев и Александр Лукьянов (рулевой), выиграл в заездах восьмёрок серебряную медаль, проиграв только сборной Западной Германии. Вскоре после этих олимпийских соревнований принял решение завершить спортивную карьеру и перешёл на тренерскую работу. За выдающиеся спортивные достижения удостоен почётного звания «Заслуженный мастер спорта СССР».
Имеет высшее образование, окончил Государственный дважды орденоносный институт физической культуры имени П. Ф. Лесгафта (ныне Национальный государственный университет физической культуры, спорта и здоровья имени П. Ф. Лесгафта). Как тренер-преподаватель подготовил многих талантливых гребцов, признан заслуженным тренером СССР.